# 몰도바의 대외 관계
이 본문은 몰도바의 대외 관계에 대한 설명이다.

## 각국과의 대외 관계

### 대한민국
대한민국과는 1992년에 수교하였으며, 주 우크라이나 대한민국 대사관이 공관을 겸임하고 있다.

### 조선민주주의인민공화국
조선민주주의인민공화국과는 1992년에 수교했다.

### 러시아
독립 국가 연합에 가입되어 있지만, 러시아와의 관계는 러시아 제국의 지배와 소련의 공화국으로 편입되었던 시절 등 역사적인 이유로 사이가 좋지 못한 관계이다.

### 루마니아
제1차 세계 대전 중에는 연합국에 가담하여 한때 전 국토가 오스트리아-헝가리 제국과 독일 제국군에 점령당하여 동맹국에 항복을 한 바가 있었다(부쿠레슈티 강화 조약). 하지만 연합국이 승리하여 현, 몰도바인 베사라비아를 할양받았다. 제2차 세계 대전 후 루마니아는 베사라비아를 소비에트 연방에 할양하고 말았다.

### 트란스니스트리아
몰도바 정부는 공식적으로 트란스니스트리아의 독립을 인정하지 않고 있다.

### 벨라루스
몰도바는 친러 성향이 짙은 나라인 벨라루스와도 관계가 좋지 않다.

### 네덜란드
네덜란드와의 국교 수립은 2013년 9월 6일 정식으로 수립하였고, 대사관은 몰도바 측은 헤이그에 두고 있으며, 네덜란드 측은 키시너우에 따로 마련되어 있다.

## 그밖의 대외 관계
몰도바는 유럽 연합에 가입을 시도한적이 있었으나, 아직은 미지수이다. 서방 여러나라와 관계를 강화하려는 모습을 보이는 몰도바는 러시아를 경계 하는 셈이다. 우크라이나와는 관계가 불투명한 상황이다.

## 같이 보기
- 몰도바의 재외공관 목록